# قره‌مریم پایین
قره مریم پایین (به لاتین: Aşağı Qaraməryəm) یک منطقه مسکونی در جمهوری آذربایجان است که در شهرستان گوی‌چای واقع شده است. این روستا ۸۳۸ نفر جمعیت دارد.